# Баранчук, Константин Гаврилович
Константин Гаврилович Баранчук (8 марта 1907 — 29 сентября 1971) — советский военачальник, военный лётчик, участник Гражданской войны в Испании, Боёв у озера Хасан и Великой Отечественной войны, командир 12-й гвардейской истребительной авиационной Знаменской Краснознамённой ордена Богдана Хмельницкого дивизии и других истребительных авиационных соединений ВВС, гвардии генерал-майор авиации (17.03.1943).

## Биография
Константин Гаврилович Баранчук родился 8 марта 1907 года в Одессе Херсонская губерния Российской империи. Украинец.
В Красной армии с мая 1932 года. Окончил школу судовых машинистов 1-го класса Советского торгового флота в городе Николаев в 1928 году, 2 курса морского техникума в Одессе в 1932 году, 9-ю военную школу летчиков и летнабов в Харькове в 1933 году, курсы командиров звеньев при 1-й военной школе пилотов имени А. Ф. Мясникова в 1934 году, курсы усовершенствования при Академии Генерального штаба РККА в 1940 году.
До службы в армии работал машинистом и старшим машинистом на судах Географического управления Чёрного моря, с августа 1930 года — старшим машинистом и 3-м механиком на судне «Сарыч» Советского торгового флота в Одессе, с декабря 1931 года — там же слесарем заводе им. Марти в Одессе.
30 марта 1932 года по спецнабору ВКП(Б) направлен в 9-ю военную школу летчиков и летнабов. По окончании школы в 1933 году направлен на курсы командиров звеньев при 1-й военной школе пилотов имени А. Ф. Мясникова. По окончании курсов в 1934 году направлен командиром звена в 118-ю истребительную авиационную эскадрилью 92-й авиабригады в Люберцы.
С октября 1936 по 26 июня 1937 года принимал участие в национально-освободительной войне в Испании, где был командиром отряда в Северной авиагруппе. За мужество и героизм награждён 2-мя орденами Красного Знамени. По возвращении из Испании, в июне 1937 года был назначен командиром 117-й истребительной авиационной эскадрильи 92-й авиабригады. В октябре эскадрилья переведена на Дальний Восток и вошла в состав 69-й авиабригады ВВС Особой Краснознамённой Дальневосточной армии. В связи с реорганизацией ВВС и переходом на полковую систему в июле 1938 года назначен командиром 40-го истребительного авиационного полка 53-й авиабригады ВВС 1-й Отдельной Краснознамённой армии. В этой должности принимал участие в боях у озера Хасан.
С февраля 1939 года майор Баранчук командовал 63-й истребительной авиационной бригадой. В сентябре направлен на курсы усовершенствования при Академии Генерального штаба РККА, после окончания которых в феврале 1940 года вернулся на прежнюю должность. В августе 1940 года полковник Баранчук назначен командиром 34-й смешанной авиационной дивизией ВВС 1-й Отдельной Краснознамённой армии.
С началом войны полковник Баранчук назначен на должность командующего ВВС  16-й  армии Забайкальского военного округа. В конце июня армия была выведена в резерв Ставки ВГК и переброшена в район Смоленска. 14 июля, войдя в состав войск Западного фронта, участвовала в Смоленском сражении. Ввиду отсутствия самолётов в армии в этот период полковник Баранчук занимался обучением пехоты борьбе с самолётами противника.
В ходе контрнаступления под Москвой части ВВС 16-й армии наносили удары по противнику на калужско-сухиничском направлении. В мае 1942 года назначен командиром 203-й истребительной авиационной дивизии 1-й воздушной армии Западного фронта.
Приказом НКО СССР 5 февраля 1944 года за образцовое выполнение заданий командования и проявленные при этом мужество и героизм 203-я истребительная авиационная Знаменская дивизия переименована в 12-ю гвардейскую Знаменскую истребительную авиационную дивизию.
Части дивизии успешно действовали в Корсун-Шевченковской, Уманско-Ботошанской, Ясско-Кишинёвской наступательных операциях. Затем дивизия была передана во 2-ю воздушную армию 1-го Украинского фронта и участвовала в Львовско-Сандомирской наступательной операции, в боях за расширение и удержание сандомирского плацдарма. За успешное выполнение заданий командования в ходе Львовско-Сандомирской наступательной операции дивизия была награждена орденом «Богдана Хмельницкого II степени».
Дивизия участвовала в освобождении Польши, в боях за Германию и Чехословакию. К середине января 1945 года генерал-майор авиации Баранчук выполнил 25 боевых вылетов на Як-1 на сопровождение штурмовиков и прикрытие наземных войск, участвовал в 6 воздушных боях. Всего за время Великой Отечественной войны выполнил 32 боевых вылета. Дивизия под его командованием добилась значительных боевых успехов в завершающих операциях войны и награждена орденом Красного Знамени. По количеству Героев Советского Союза (25 лётчиков, один удостоен этого звания дважды) дивизия занимала почётное третье место в ВВС.
После окончания войны генерал-майор авиации Баранчук продолжал командовать дивизией в Центральной группе войск. В марте 1947 года назначен командиром 323-й истребительной авиационной дивизии в Северной группе войск, а в октябре 1949 года — командиром 330-й истребительной авиационной дивизии 76-й воздушной армии Ленинградского военного округа, а с марта 1952 года — 108-й истребительной авиационной дивизии. С февраля 1953 года состоял в распоряжении Главкома ВВС, а затем в мае назначен помощником начальника Управления воздушной обороны по командному пункту. С мая 1954 года исполнял должность помощника начальника штаба по Главному командному пункту штаба войск ПВО Сталинградского района ПВО, с сентября — помощника заместитель начальника штаба по Главному командному пункту штаба Северо-Кавказской армии ПВО. 19 июля 1955 года уволен в запас.
Проживал в Одессе. Умер 29 сентября 1971 года. Похоронен на 2-м Христианском кладбище в Одессе.

## Награды
- Орден Ленина[1];
- 3 ордена Красного Знамени[1];
- Орден Суворова II степени[1];
- Орден Отечественной войны I степени[1];
- 2 ордена Красной Звезды[1];
- Медаль «За боевые заслуги»;
- Медаль «За оборону Москвы»
- Медаль «За взятие Берлина»;
- Медаль «За освобождение Праги»
- Медаль «За победу над Германией в Великой Отечественной войне 1941—1945 гг.»;
- Медаль «XX лет Рабоче-Крестьянской Красной Армии»
- Знак «Участнику Хасанских боёв»
- медали

Иностранные награды:
- Чехословацкий Военный крест (1939) (Чехословакия);
- Медаль «Победы и Свободы» (Польша, 26.10.1945);
- Медаль «За Одру, Нису и Балтику» (Польша, 26.10.1945).